# Rama IV
Kong Mongkut, bedst kendt som Rama IV (født 18. oktober 1804 i Bangkok i  Siam, død 1. oktober 1868 samme sted) var konge af Siam fra 1851 til 1868. Han gav sig selv navnet Phra Chomklao Chaoyuhua (พระบาทสมเด็จ พระจอมเกล้าเจ้าอยู่หัว).
Rama IV indførte et moderne undervisningvæsen, og elevene skulle lære engelsk. Hans egne børn blev undervist af den engelske guvernante Anna Leonowens.  I 1855 grundlage han landets første trykkeri i Dusit-paladset. Han havde underskrevet en række handelsaftaler (med Storbritannien, USA, Danmark og Frankrig), og hans diplomati klarede at sikre landets uafhængighed på en tid, da kolonimagterne havde få hæmninger hvad gjaldt at tage sig til rette. Kongen skrev selv bøger, særlig om landets historie og skikke. Han var også en dygtig astronom. Hans død i 1868 skyldtes ikke almene helbredsproblemer, men derimod, at han blev bidt af malariamyg under observation af en solformørkelse.